# ロマー・コドラド
ロマー・エドゥアルド・コドラド（スペイン語: Romer Eduardo Cuadrado、1997年9月12日 - ）は、ベネズエラ・モナガス州マトゥリン出身のプロ野球選手（外野手）。右投右打。

## 経歴

### プロ入りとドジャース傘下時代
2014年12月にロサンゼルス・ドジャースと契約しプロ入り。
2015年から2017年まではルーキー級でプレー。
2018年にA級グレートレイクス・ルーンズに初昇格。123試合に出場して、打率.210、5本塁打、44打点の成績を残した。
2019年はA級グレートレイクスとルーキー級2球団の計3球団でプレー。合計で93試合に出場して、打率.259、9本塁打、48打点の成績を残した。
2020年は新型コロナウイルスの感染拡大の影響でマイナーリーグが開催されなかったため、公式戦でのプレーはなかった。オフはベネズエラのウィンターリーグであるリーガ・ベネソラーナ・デ・ベイスボル・プロフェシオナル（LVBP）のレオネス・デル・カラカスに所属した。
2021年はAA級タルサ・ドリラーズで81試合に出場し、打率.227、10本塁打、32打点の成績を残したが、11月7日にFAとなった。オフはLVBPのレオネス・デル・カラカスに所属し、37試合に出場して打率.273、5本塁打、25打点を記録した。

### 西武時代
2022年5月9日に埼玉西武ライオンズが育成選手として獲得を発表した。推定年俸は400万円で、背番号は115。二軍公式戦（イースタン・リーグ）56試合に出場し、打率.227、6本塁打、24打点という成績だった。
2023年は三軍戦の出場が中心となり、二軍公式戦への出場はわずか4試合にとどまった。シーズン終了後の10月31日に自由契約選手公示された。

### メキシカンリーグ時代
2024年1月23日、リーガ・メヒカーナ・デ・ベイスボル（メキシカンリーグ）に所属するモンテレイ・サルタンズへの入団が発表されたが、不振のため5月17日に自由契約となった。5月21日に同リーグのオアハカ・ウォーリアーズと契約したが、ここでも成績はふるわず6月27日に自由契約となった。

## 選手としての特徴
マイナー通算39本塁打を記録している。

## 詳細情報

### 背番号
- 115（2022年 - 2023年）

### 代表歴
- WBSC U-23ワールドカップ ベネズエラ代表 - 2021年[9]